# Niels Markussen
Niels Peter Markussen (* 6. September 1934 in Helsingør; † 11. Juli 2008) war ein dänischer Segler.

## Erfolge
Niels Markussen, der für den Kongelig Dansk Yachtklub segelte, nahm in der Bootsklasse Drachen zweimal an Olympischen Spielen teil. 1960 war er in Rom neben Paul Lindemark Jørgensen Crewmitglied des dänischen Bootes Chok unter Skipper Aage Birch. Mit 4715 Punkten schloss die Chok die Regatta auf dem sechsten Platz ab. Bei den Olympischen Spielen 1968 in Mexiko-Stadt traten Markussen, Lindemark Jørgensen und Birch erneut zusammen an und sicherten sich dieses Mal die Silbermedaille. Während die US-Amerikaner unter Skipper George Friedrichs mit fünf Siegen und einem zweiten Platz deutlich Olympiasieger wurden, platzierten sich die Dänen mit 26,4 Punkten vor dem deutschen Boot um Paul Borowski mit 32,7 Punkten bei der in Acapulco stattfindenden Regatta auf dem zweiten Rang.